# Sistem de acționare hidraulică

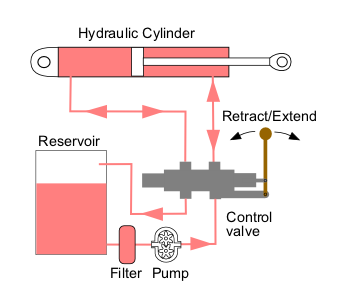
Circuit hidraulic

Acționarea hidraulică este o tehnologie care utilizează lichide pentru a transmite forță de la o sursă de energie (cum ar fi o pompă hidraulică⁠(d)) către un dispozitiv de lucru (cum ar fi un cilindru hidraulic) pentru a realiza o mișcare mecanică. Sistemul hidraulic este format dintr-o serie de componente, cum ar fi conducte, furtune, supape, filtre, acumulatori și cilindri hidraulici, care sunt proiectate pentru a lucra împreună și a controla fluidul hidraulic într-un mod specific. Când un lichid hidraulic este pompat printr-un sistem, el poate genera o forță ridicată, fiind capabil să ridice sau să miște obiecte mari și grele cu ușurință. De aceea, acționarea hidraulică este adesea utilizată în mașini și echipamente industriale, cum ar fi macarale, excavatoare, prese hidraulice și mașini unelte.
Sistemul de acționare hidraulică este un sistem fizic de acționare compus din generator (pompă), motor și instalații anexe. Generatorul (adică pompa hidraulică) are rolul de a produce energia hidraulică. Motorul primește energia sub forma unei mase de lichid puse în mișcare de generator și o transformă în energie mecanică. Instalațiile anexe sunt elemente secundare care ajută procesul principal de transformare a energiei hidraulice în energie mecanică. Ele pot fi: manometre de control, racorduri, conducte rigide și flexibile, supape, filtre, radiatoare, rezervor presurizat, orificii de ungere și scurgere, prize de legătură. Energia mecanică rezultată este  destinată punerii în mișcare a unui dispozitiv final.